# Церковь Святого Иоанна Иерусалимского за стенами
Церковь Святого Иоанна Иерусалимского за стенами (пол. Kościół św. Jana Jerozolimskiego za murami) ― католическая приходская церковь в городе Познань, Польша. Первая церковь на этом же самом месте была построена в конце XI века, что делает её одной из старейших в современных границах города Познань.
Церковь находится недалеко от северо-западного берега Мальтанского озера. Эпитет «за стенами» ссылается на то, что церковь находилась за пределами познанских средневековых стен.
Церковь посвящена святому Иоанну Иерусалимскому (Иоанну Крестителю), покровителю рыцарей-Госпитальеров, которым церковь принадлежала до 1832 года (и кому на данный момент снова передана в собственность).

## История
Церковь, посвящённая святому Михаилу, стоял на месте возле развилки дорог, ведущих к Сьрему и Гиечу ещё в конце XI века. Согласно утверждениям Яна Длугоша, 6 мая 1170 года князь Мешко III и епископ познанский основали на этом месте богадельню для паломников. В 1187 году церковь и богадельня были переданы ордену Госпитальеров. Примерно в начале XIII века орден начал строительство новой церкви, которая существует и по сей день. Она была одной из первых кирпичных церквей в Польше. В какой-то момент, предшествующий 1288 году, церковь была повторно посвящена покровителю ордена, Святому Иоанну Иерусалимскому (Иоанну Крестителю), хотя старое название иногда использовалось как минимум до 1360 года. Ордену был также предоставлен земельный участок к востоку и югу от церкви. Теперь на бывших владениях ордена находится Мальтанское озеро.
После пожара, случившегося в конце XV века, церковь была перестроена в готическом стиле. Около 1512 года были построены проход, башни и деревянный потолок. В 1736 году на южной стороне церкви была построена часовня в стиле барокко. В 1832 году прусское правительство упразднило орден, и церковь стала приходской. Во время Второй Мировой войны помещения использовались в качестве склада. Церковь была повреждена во время штурма Познани в 1945 году. Она была реставрирована в 1948 году, при этом архитекторы пытались восстановить оригинальный романский стиль.
В 1992 году храм был возвращен ордену Госпитальеров, который позднее открыл центр амбулаторной помощи для раковых больных.